# Politique dans le Territoire de Belfort
Le département français du Territoire de Belfort est un département créé le 18 février 1922, à partir de l'arrondissement subsistant du Haut-Rhin. Les 101 actuelles communes, dont presque toutes sont regroupées en intercommunalités, sont organisées en 9 cantons permettant d'élire les conseillers départementaux. La représentation dans les instances régionales est quant à elle assurée par 5 conseillers régionaux. Le département est également découpé en 2 circonscriptions législatives, et est représenté au niveau national par deux députés et un sénateur. 

## Représentation politique et administrative

### Préfets et arrondissements

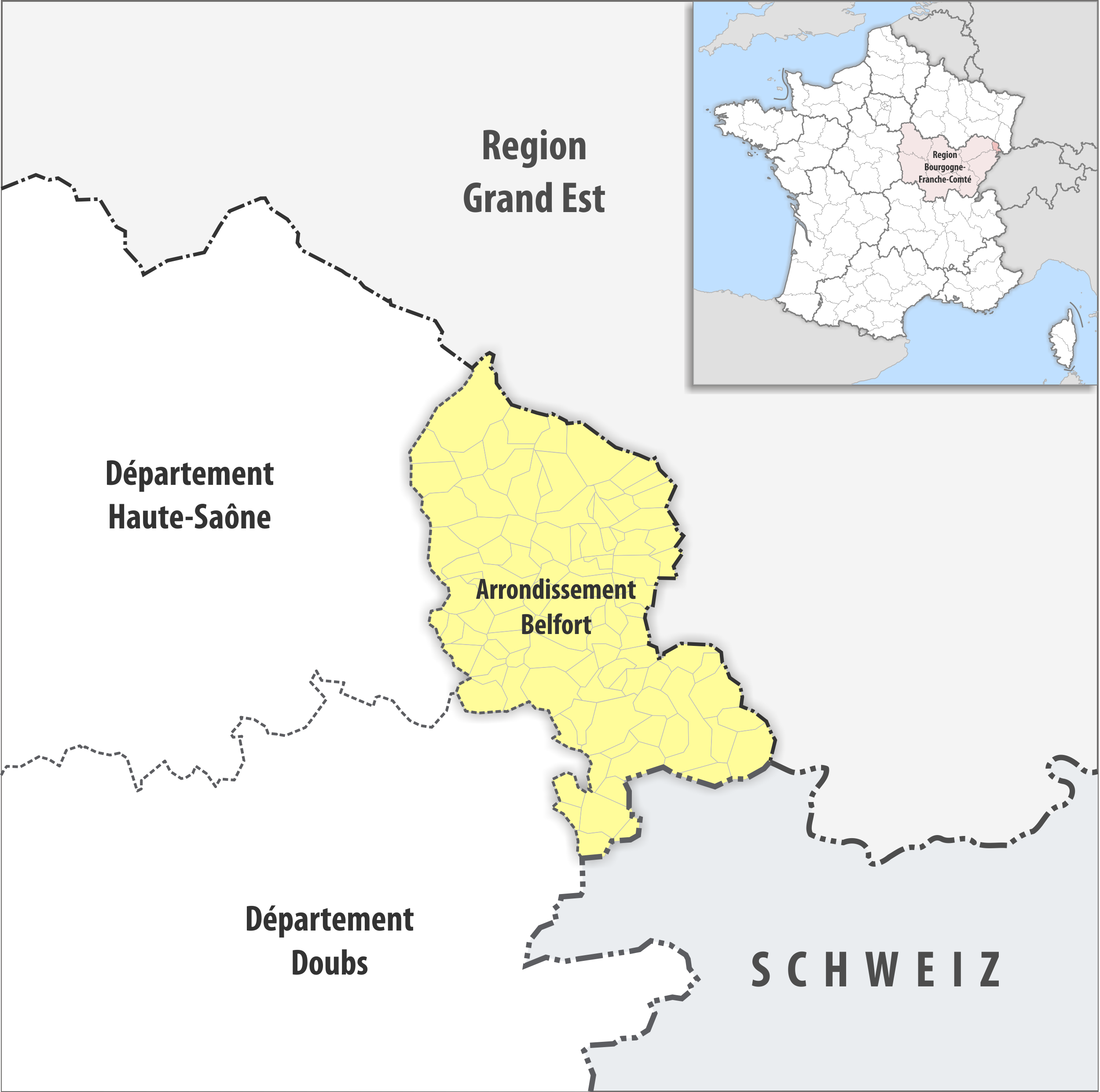
Arrondissements

La préfecture du Territoire de Belfort est localisée à Belfort et le département ne possède qu'un seul arrondissement.

### Députés et circonscriptions législatives

Circonscriptions et affiliations à l'issue des élections de 2024.

| Circ. | Nom             |  | Parti | Groupe                 | Suppléant            |
| ----- | --------------- |  | ----- | ---------------------- | -------------------- |
| 1re   | Ian Boucard     |  | LR    | Droite républicaine    | Damien Meslot        |
| 2e    | Guillaume Bigot |  | RN    | Rassemblement national | Christophe Soustelle |

### Sénateurs
| Nom           |  | Parti | Groupe           | Autres mandats (passés ou actuels) |
| ------------- |  | ----- | ---------------- | ---------------------------------- |
| Cédric Perrin |  | LR    | Les Républicains | Maire de Beaucourt (2008 → 2017)   |

### Conseillers départementaux

Cantons et affiliations à l'issue des élections de 2021.

| Canton               | Conseiller Sortant        | Parti | Parti | Conseiller élu          | Parti | Parti |
| -------------------- | ------------------------- | ----- | ----- | ----------------------- | ----- | ----- |
| Bavilliers           | Marie-Claude Chitry-Clerc |       | LR    | Marie-Dominique Beluche |       | DVG   |
| Bavilliers           | Éric Koeberlé             |       | LR    | Emmanuel Formet         |       | DVG   |
| Belfort-1            | Bastien Faudot            |       | GRS   | Bastien Faudot          |       | GRS   |
| Belfort-1            | Samia Jaber               |       | DVG   | Samia Jaber             |       | DVG   |
| Belfort-2            | Marie-Hélène Ivol         |       | LR    | Marie-Hélène Ivol       |       | LR    |
| Belfort-2            | Sébastien Vivot           |       | LR    | Sébastien Vivot         |       | LR    |
| Belfort-3            | Julie de Breza            |       | MoDem | Ian Boucard             |       | LR    |
| Belfort-3            | Jean-Christophe Messin    |       | MoDem | Loubna Ketfi-Charif     |       | LR    |
| Châtenois-les-Forges | Florian Bouquet           |       | LR    | Florian Bouquet         |       | LR    |
| Châtenois-les-Forges | Maryline Morallet         |       | LR    | Maryline Morallet       |       | LR    |
| Delle                | Marie-Lise Lhomet         |       | LR    | Anaïs Monnier Von Aesch |       | LR    |
| Delle                | Frédéric Rousse           |       | LR    | Cédric Perrin           |       | LR    |
| Giromagny            | Guy Miclo                 |       | DVG   | Rachel Couvreux         |       | LR    |
| Giromagny            | Sylvie Ringenbach         |       | DVG   | Didier Vallverdu        |       | LR    |
| Grandvillars         | Isabelle Mougin           |       | DVG   | Isabelle Mougin         |       | DVG   |
| Grandvillars         | Christian Rayot           |       | GRS   | Christian Rayot         |       | GRS   |
| Valdoie              | Marie-France Cefis        |       | MR    | Marie-France Cefis      |       | MR    |
| Valdoie              | Patrick Ferrain           |       | UDI   | Pierre Carles           |       | DVD   |

### Conseillers régionaux
Présidence : Marie-Guite Dufay (Doubs)
|            | Parti | Siège |
| ---------- | ----- | ----- |
| Majorité   |       |       |
|            | EÉLV  | 1     |
|            | LFI   | 1     |
|            | DVG   | 1     |
| Opposition |       |       |
|            | RN    | 1     |

### Maires

Carte des 101 communes du Territoire de Belfort au 1er janvier 2022.

| Commune    | Maire              |  | Parti | Élection | Population |
| ---------- | ------------------ |  | ----- | -------- | ---------- |
| Bavilliers | Éric Koeberlé      |  | MoDem | 2014     | 4 641      |
| Beaucourt  | Thomas Biétry      |  | LR    | 2017     | 4 985      |
| Belfort    | Damien Meslot      |  | LR    | 2014     | 45 646     |
| Danjoutin  | Emmanuel Formet    |  | DVG   | 2020     | 3 531      |
| Delle      | Sandrine Larcher   |  | PS    | 2017     | 5 677      |
| Offemont   | Pierre Carles      |  | DVD   | 2014     | 4 054      |
| Valdoie    | Marie-France Céfis |  | PRV   | 2020     | 5 193      |